# Stonyx lacera
Stonyx lacera är en tvåvingeart som först beskrevs av Christian Rudolph Wilhelm Wiedemann 1830.  Stonyx lacera ingår i släktet Stonyx och familjen svävflugor. Inga underarter finns listade i Catalogue of Life.